# Маюс, Эгидиюс
Эгидиюс Маюс (лит. Egidijus Majus, 5 января 1984, Шилуте, Литовская ССР, СССР) — литовский футболист, защитник, полузащитник.

## Биография
Играть в футбол начал в девять лет. До этого занимался многими видами спорта, играл за сборную школы по баскетболу. До пятнадцати лет тренировался в Шилуте, затем перешёл в футбольный интернат в Вильнюсе, где жил и тренировался до семнадцати лет.
Первый профессиональный клуб — «Экранас» Паневежис, за который в 2002—2004 годах провёл 82 матча, забил 4 мяча. Летом 2004 Маюсом заинтересовались российские клубы «Локомотив» Москва и «Сатурн» Раменское, но он перешёл в санкт-петербургский «Зенит», с которым заключил пятилетний контракт. 7 августа 2004 провёл единственный матч в составе первой команды «Зенита» — отыграл первый тайм в матче 1/16 Кубка России 2004/2005 «Зенит» — «Иртыш» Омск 7:1. В начале 2005 на сборах получил серьёзную травму колена. Через семь месяцев восстановился, играл за дубль, но на тренировке сборной Литвы вновь травмировался. В 2006—2007 годах не играл. В 2008 году был отдан в аренду в клуб «Ветра» Вильнюс, после окончания контракта в 2009 году перешёл в словацкий клуб ДАК 1904 Дунайска Стреда.
В январе 2010 года был на просмотре в казахстанском «Тоболе» Костанай, но перешёл в «Экранас». В 2011 году сыграл один матч за иранский клуб «Стил Азин», затем вернулся в ДАК 1904. Последним клубом в 2012 году было «Динамо» Самарканд из Узбекистана.
В 2003 и 2008 годах сыграл две игры за сборную Литвы.